# Santa María Ahuacatitlán
Santa María Ahuacatitlán es un poblado situado en el municipio de Cuernavaca (estado de Morelos), México. Ahuacatitlán significa "Lugar entre ahuacates".

## Ubicación
Santa María Ahuacatitlán está localizado al norte de la ciudad de Cuernavaca, en el estado de Morelos. Colinda al norte con Huitzilac y con poblados como Huertas de San Pedro, al este con Tepoztlán y con poblados como Chamilpa y Ocotepec, al sur con Buena Vista y al oeste con Colonia del Bosque. Desde la Ciudad de México se puede llegar por la carretera federal México - Cuernavaca.
Otra forma de llegar es tomando en el centro de Cuernavaca los microbuses (conocidos como Rutas) 3 "Santa María", 12 "La Cruz" e "Inde". Ambas en la Av. Morelos frente al Cine Morelos, o en la calle de Guadalupe Victoria antes del km 95 la Ruta TUHs.

## Datos históricos
El códice municipal de Cuernavaca relata que los habitantes de varios pueblos, al ver aproximarse a los españoles, huyeron hacia Santa María. Así, Cortés tuvo el campo abierto para emprender con éxito la toma de México-Tenochtitlán, el 13 de agosto de 1521. Varios siglos después, en 1912 Huitzilac, es incendiada debido a la popularidad del Ejército Libertador del Sur. En esta misma fecha terminan los conflictos con Santa María Ahuacatitlán.
En la iglesia de Santa María Y San José está enterrado el primer obispo de Cuernavaca pues esta iglesia estaba considerada para ser catedral.

## Genovevo de la O
Uno de los personajes de gran importancia en la historia de Santa María y prominente figura en la Revolución mexicana fue Genovevo de la O.

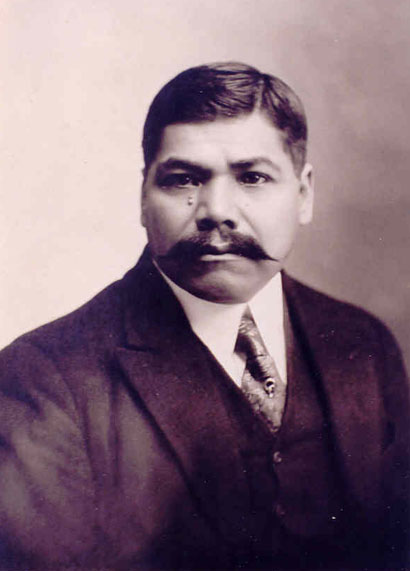
General Genovevo de la O

Genovevo de la O (3 de enero de 1876 - 12 de junio de 1952) nació en el pueblo de Santa María Ahuacatitlán, estado de Morelos, México. Dedicó buena parte de su vida a proteger y ayudar a los peones de las haciendas y los comuneros mexicanos. Como militar logró fama al lado de Emiliano Zapata. Más adelante, se alió con Álvaro Obregón convirtiéndose en una figura venerada de la política mexicana.
Después de que el gobierno de Madero rechazara las demandas del Plan de Ayala los zapatistas se levantaron en armas para defender su causa. De la O fue nombrado capitán de infantería y se encarga de hacer operaciones de guerrilla en el norte de Morelos. Como resultado de sus acciones, se le promovió a los grados de mayor, teniente coronel, y coronel antes de concluir el año.

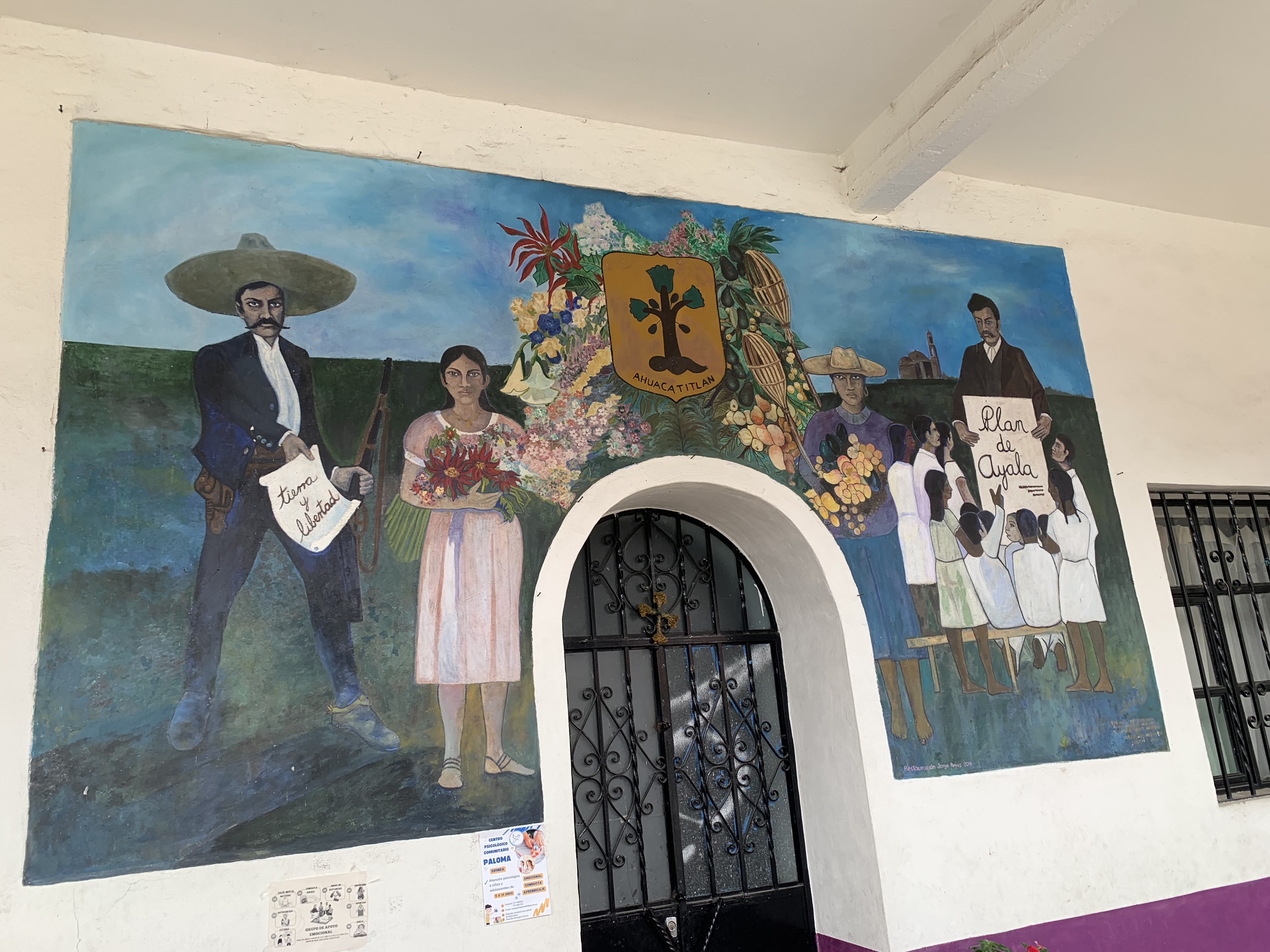
Mural en la Ayudantía Municipal, que hace referencia a Zapata y al Plan de Ayala

Entre 1911 y 1912, su división del Ejército Libertador del Sur operaba en los alrededores de Santa María. Tenía mucho éxito combatiendo a las fuerzas federales en Cuernavaca. Particularmente importante fue el golpe dado a la división de general Robles, pues inspiró a miles de personas a que se sumaran a la causa del Plan de Ayala.
El 6 de mayo fueron atacadas las trincheras de Santa María defendidas por los federales y tuvo necesidad el general de la O de retirarse por "El Parque", por haber llegado refuerzos de Cuernavaca
La columna de De la O capturó al pueblo de Huitzilac (que colinda con Santa María al norte) en el verano de 1912, pero los federales lo obligaron a rendirse. El general Ojeda intentó evacuar la ciudad pero De la O lo obligó a quedarse en la ciudad. Durante los próximos meses, De la O defenderá el pueblo, pero en 1912 el general Naranjo tomó la ciudad.
De los meses de enero a julio de 1916 permaneció en el Estado de México, atacó a Sultepec, Xochiquepango,              Ocuilan, San Pedro Tlamixco, Tenancingo, San Bartolo, Villa Guerrero, Agua Bendita, Palpan Morelos, la Hacienda de Talmolonga, el 28 de mayo atacaron sus trincheras en Cruz de Piedra, muriendo el general Ambrosio Terán, uno de los más activos y valientes jefes de la división de la O, vuelve al Estado de Morelos y finalmente se refugia en el Tepeite.

## Clima y Vegetación
El clima del pueblo de Santa María se caracteriza por ser templado y fresco. Sus cuatro estaciones están bien definidas: un verano relativamente caliente, un otoño con temperaturas gradualmente más bajas con el paso de los días, un invierno fresco, pero no tan frío, y una primavera, con temperaturas gradualmente más altas con el paso de los días. Las lluvias generalmente empiezan a finales de mayo y principios de junio. En cuanto a la flora, Santa María posee una vegetación generalmente boscosa al norte.

## Institutos y Educación
Dentro de Santa María también existen institutos dedicados a la promoción de la salud en la población, tal es el caso del Instituto Nacional de Salud Pública.

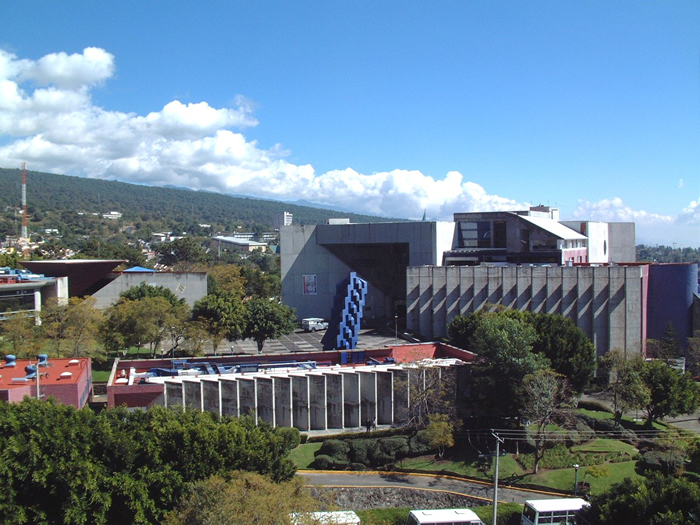
Vista exterior del Instituto Nacional de Salud Pública

  Este instituto ofrece resultados de investigación en problemas relevantes de la salud pública en el país, para prevenir y controlar enfermedades, así mismo tiene como objetivos dar a conocer programas de salud que ayuden a promover condiciones de vida saludable en los diversos grupos de la población.
También realiza investigaciones para combatir la crisis epidemiológica por la que atraviesa el país, en la que tienen que ver factores como el desarrollo de riesgos relacionados con estilos de vida poco saludables, destacando la mala nutrición, la falta de actividad física, el tabaquismo, el consumo excesivo de alcohol, el uso de drogas, la falta de seguridad vial y las prácticas sexuales de alto riesgo.
El INSP está ubicado en Av. Universidad n.º 655
Col. Santa María Ahuacatitlán
Cerrada los Pinos y Caminera.
Dentro de Santa María Ahuacatitlán están ubicadas las siguientes instituciones de educación a nivel básico:

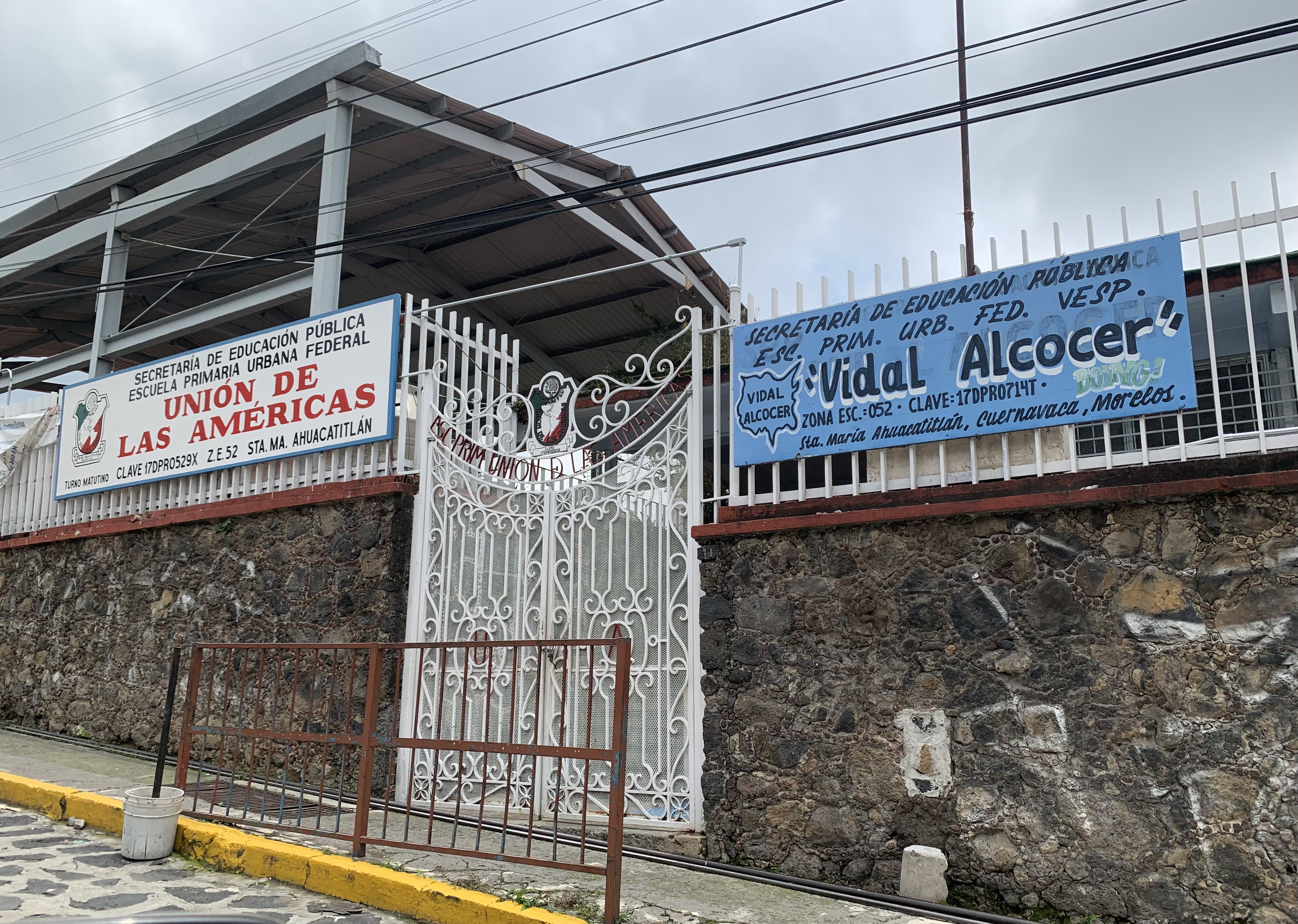
Escuela primaria Unión de las Américas/ Vidal Alcocer

-Secundaria #15 federal. Ubicada en la calle Agrícola.
-Primaria Federal "Unión de las Américas", en el turno matutino y "Vidal Alcocer" en turno vespertino. Ubicadas en la calle Himno Nacional.
-Primaria Federal "Cinco de mayo" en turno matutino y "Quetzalcóatl" en turno vespertino. Ubicadas en la calle Francisco Villa.

## Museo comunitario de Artes y Oficios
Fue rescatado en el año 2013.
Santa María Ahuacatitlán
Latitud 18.9748° o 18° 58' 29.2" norte	Longitud -99.2564° o 99° 15' 22.9" oeste
	Altitud 1,885 metros (6,184 pies

## Compañía teatral5 centímetros por segundo, compañía de danzaOlinmitotiani
Desde el mes de octubre de 2013 se rescató el museo del poblado de Santa María Ahuacatitlán, formando la compañía Anxelli a cargo de la Maestra Rocío Guzmán González y del Profesor Alfredo Alarcon Ibarra, presentando ante la comunidad la obra "El último suspiro" de Eloy Duarte (seudónimo). Dicha puesta en escena fue enriquecida por la participación de 32 niños y 18 adultos originarios y vecinos del poblado. En el mes de diciembre de ese mismo año se llevaron a cabo las tradicionales pastorelas. La finalidad fue salvaguardar las tradiciones del lugar iniciando con una "callejoneada" con el estreno de la canción "Somos los pastores de Santa María", (escrita por la maestra Patricia), llenando de júbilo y alegría las calles. A este primer evento acudió el diputado Jordi Messeguer, que ha tomado el proyecto de la nueva construcción del segundo piso y rehabilitación del museo comunitario de Santa María Ahuacatitlán para que los niños, jóvenes y adultos de la compañía Anxelli puedan tener mejores condiciones de trabajo, así como la creación de un espacio de fomento de la cultura y las artes para los pobladores. Jordi que fortalece el entretejido social da oportunidades de contrarrestar los factores de riesgo psicosocial.
Actualmente la compañía teatral 5 centímetros por segundo, está a cargo del maestro Edgar Javier Puebla Gonzalez quién como director llevará a cabo el proyecto denominado "In Ixtli, In Yolotl" (un rostro, un corazón), patrocinado por CONACULTA, el gobierno del Estado y la secretaria de cultura, donde en una investigación histórica y etnográfica se llevará al teatro las etapas más importantes de la historia de la comunidad como fue la revolucionaria. La comunidad cultural y artística ha crecido ya que se cuenta ahora con una compañía de danza folclórica Olinmitotiani (movimiento danzante), quienes ya han participado en diferentes eventos representando a la comunidad. Así mismo existe toda la comunidad infantil en teatro y danza recatando leyendas y bailes de México que siguen los pasos de las compañías de jóvenes y adultos. El próximo 23 de noviembre el museo de artes y oficios será inaugurado por el diputado Jordi Messeguer y el gobernador del estado para seguir con esta ardua labor para beneficio de la comunidad.

## Deporte

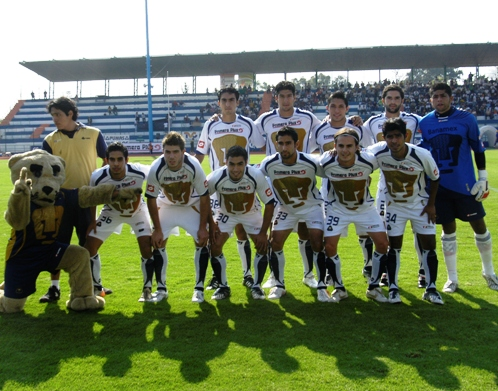
Pumas de Morelos en el Estadio Centenario

Dentro de las unidades deportivas que hay en Santa María, la más sobresaliente es la Unidad Deportiva "Estadio Centenario", hogar de los Pumas Morelos, equipo de primera división 'A' mexicana, una filial de los Pumas de la UNAM. La unidad cuenta con pista de atletismo, campo de fútbol, cancha de frontón, 5 canchas múltiples (básquetbol, vóleibol, fútbol rápido), gimnasio auditorio, el Centro de Medicina Deportiva y el área de fisicoconstructivismo.

## Lugares de Interés Turístico

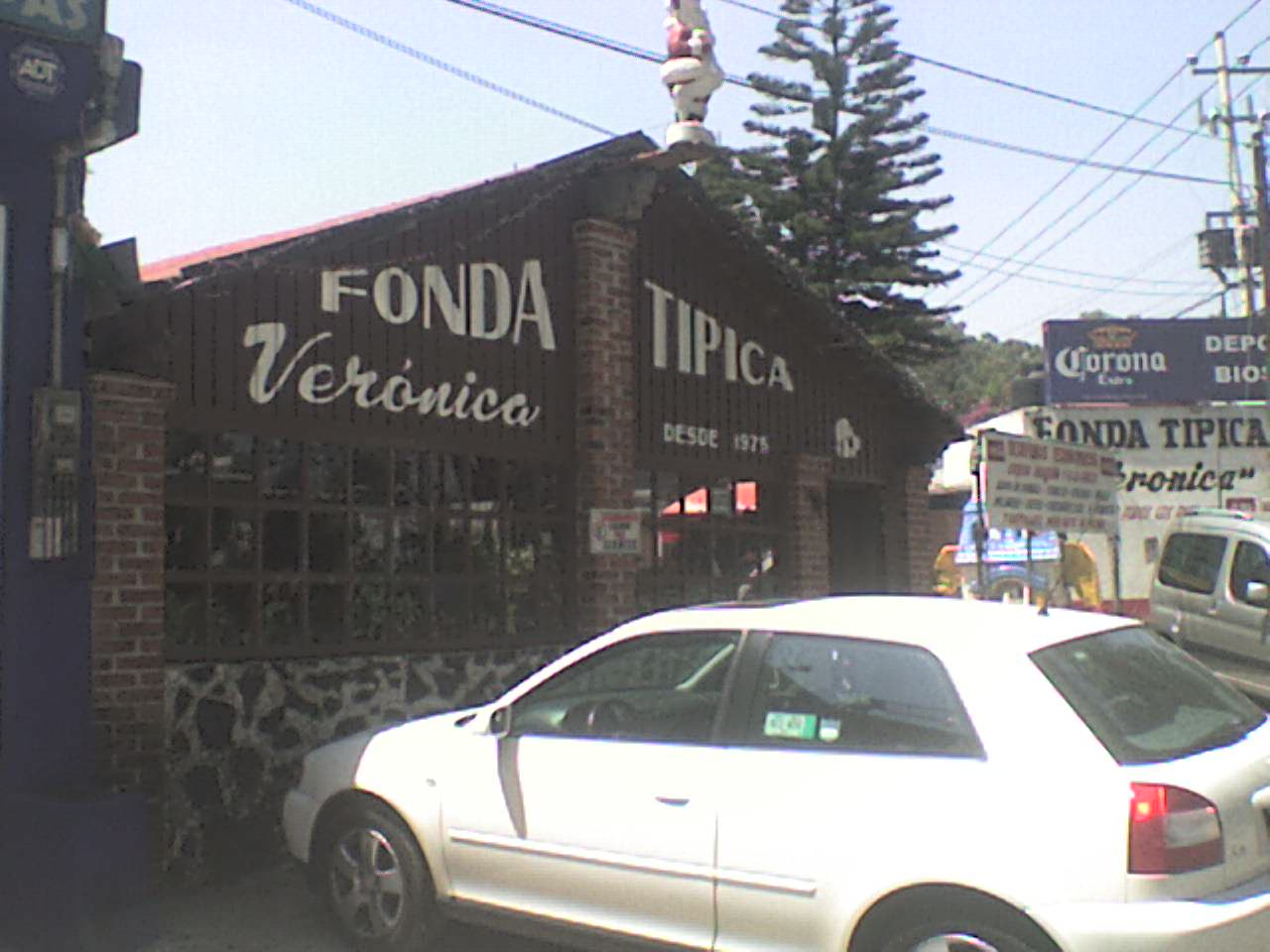
Fonda Típica Verónica

Entre los lugares de interés turístico en Santa María están los siguientes restaurantes y clubes:
- "Las Truchas"
- "La Fonda Verónica"
- "Irma y sus muchachas"
- " Bosque de los hongos azules "
- "Club Santa María"

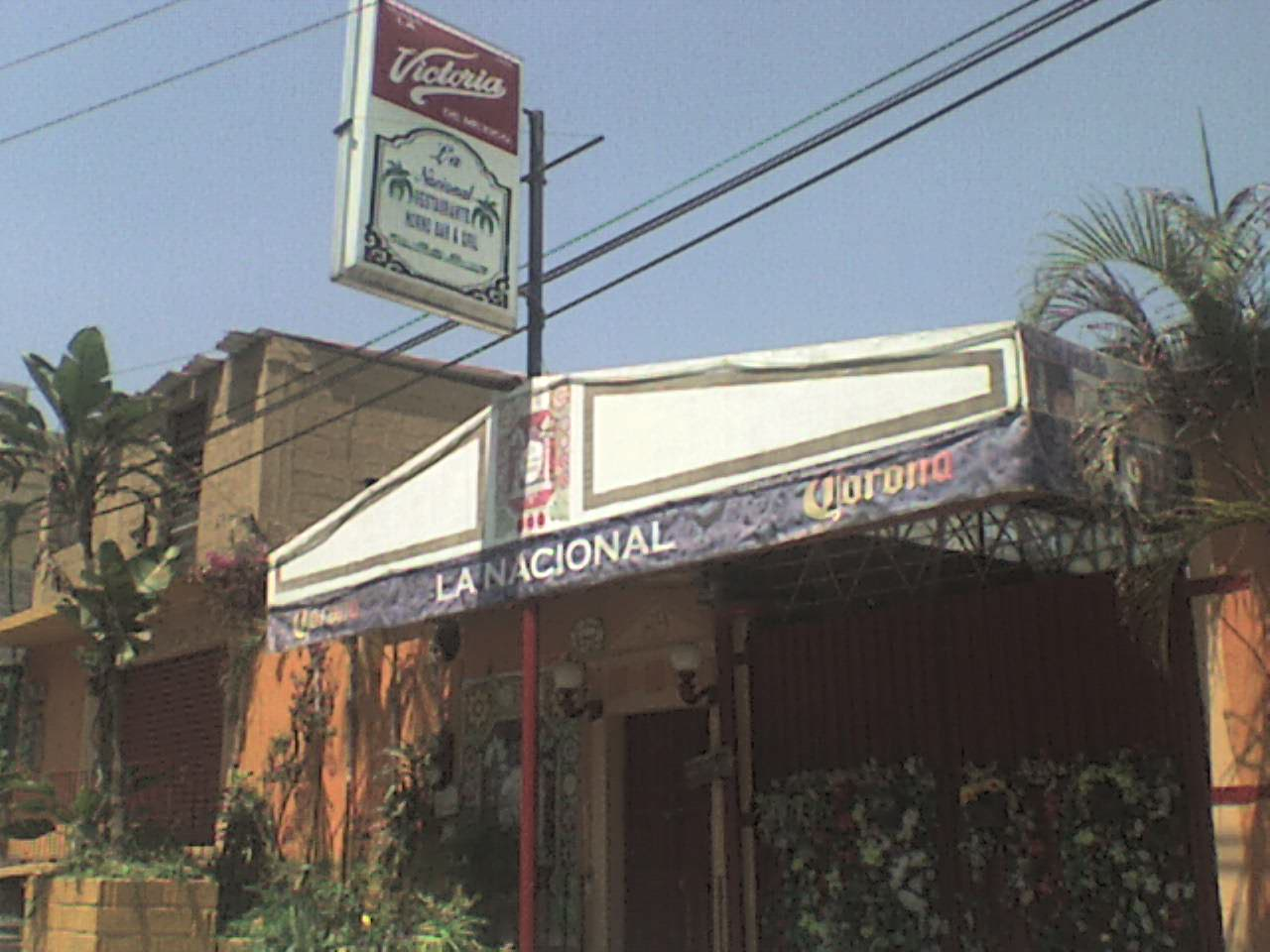
Restaurante Bar & Grill La Nacional

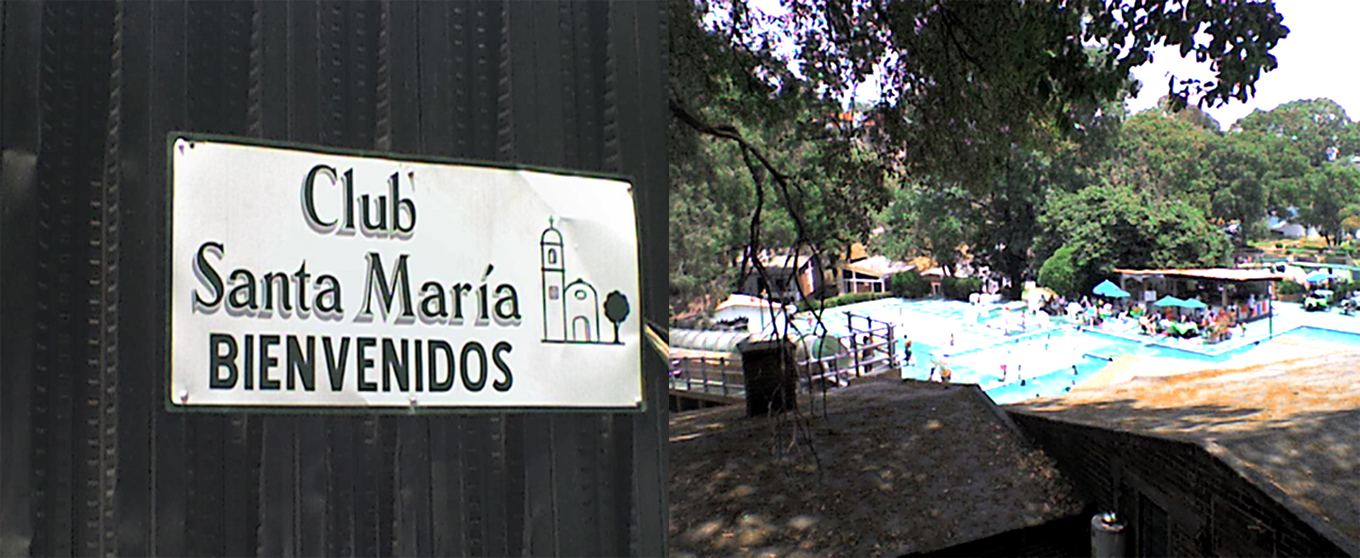
Fachada y vista interior del Club Santa María

Las Truchas es un restaurante muy popular en Santa María, se llega tomando la calle central principal Gral. Francisco Villa , podrá localizarlo al final del pueblo hacia el poniente del mismo, pasando el parque de los ahuehuetes y el campo de fútbol. En este restaurante se sirven todo tipo de mojarras y truchas.
La fonda Verónica es un Restaurante tipo fonda que está sobre la calle nacional, cerca del km 69. Esta fonda ha dado servicio desde 1975 y es una de las más representativas y populares de Santa María, cruzando la carretera se encuentra el Hotel Real Santa María 
El Restaurante "La Nacional", se encuentra sobre la calle Nacional, al lado del Hotel Real Santa María. Es un Restaurante Horno, Bar & Grill. En este lugar se come una deliciosa comida, tipo española, y es atendido por sus propietarios, que además amenizan las tardes con canciones españolas y música de órgano.  Excelente para pasar una agradable tarde con tu pareja y/o amigos.g
El Club Santa María es un parque de recreación que cuenta con cabañas, canchas deportivas, albercas y restaurantes. Es muy visitado por gente principalmente del Distrito Federal. Está ubicado en Carr. Federal A México km. 68.5, Calle Colina Tel. 777-313-7898

## Tradiciones y Festividades
Entre algunas de las festividades que existen en Santa María Ahuacatitlán está la de Los huehuenches.

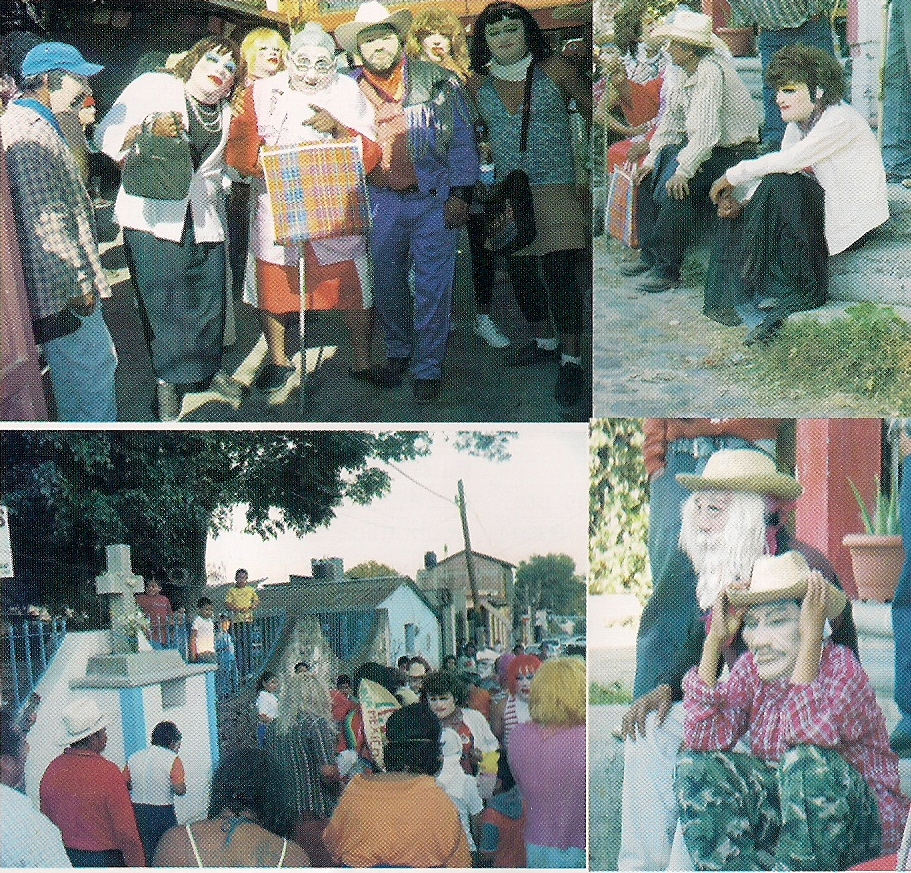
Huehuenches haciendo su recorrido tradicional por las calles de Santa María

Los Huehuenches son fieles devotos que hacen cada año un recorrido por diversos parajes de Santa María Ahuacatitlán como parte de la "manda" que se imponen para agradar a su santo patrono "San Salvador".
Caracterizados como lindas damas, venerables ancianas, traviesos abuelos e incluso como famoso políticos.
Después de hacer su recorrido acuden a la parroquia del pueblo a entregar su "promesa" que consiste en flores, hostias y vino para consagrar. Posterior a la celebración eucarística, se reúnen en casa del "mayordomo"  saliente para disfrutar de una deliciosa comida y posteriormente desplazarse a casa del "mayordomo entrante" para realizar el "entregó" de la imagen y el estandarte de "San Salvador".
FIESTA PATRONAL EN HONOR DE LA VIRGEN DE LA ASUNCIÓN DE MARÍA:
(FUENTE: https://web.archive.org/web/20160304141828/http://origenes.sitiosprodigy.mx/)
La fiesta es celebrada en honor de la Patrona del pueblo, Virgen del Asunción de María. La fiesta consta de un solemne quincenario religioso y culmina el día 15 con una importante fiesta que se realiza en su mayor parte en la iglesia en donde son recibidos alrededor de cinco mil peregrinos que provienen de pueblos aledaños como Chamilpa, Ocotepec, Cuernavaca, San Antón; y comunidades distantes como: San Miguel Topilejo, D. F.; Guadalupe Yancuictlalpan, Estado de México; Coajomulco, Morelos, Huitzilac, Morelos.
horario el fe empires año de los apteonea del santa María nuevo que queremos tener para mejorar el aire que viven todas. Las petabas de reste plantel
Además de las fiesta religiosas patronales, destaca la organización de los enlaces matrimoniales, bautismos,  XV Años, Tres Años. Para un enlace matrimonial, en verdad se realiza todo un ritual en torno a un evento de gran importancia para los de Ahuacatitlán.
Para celebrar un matrimonio los pobladores de más arraigadas tradiciones inician con la petición por parte del novio y su familia de la mano de la novia, la que se habrá reunido con sus familiares más cercanos para que junto a ellos se oficialice la relación de noviazgo. En una fecha posterior que durante este acto se conviene, la familia del novio le lleva a los padres de la novia "el contento" que una especie de disculpa que se entrega en cestos de mimbre o chiquihuites, los que llenan con pan, frutas y bebidas alcohólicas. Entonces se fija la fecha de la boda y posteriormente es acordada otra reunión para que a la joven le lleven "el chintamal", en esta ocasión se reúne casi toda su familia y amistades.  Este obsequio tan especial que el novio envía (porque el no debe asistir a entregarlo) a su novia y familia consiste en un tamal de frijoles de aproximadamente 2 o 3 kg de peso (de acuerdo a como lo mande a hacer la familia del novio a las señoras que se encargan de esa tarea. Ellas consideran todo tipo de detalles como el que las hojas que lo envuelvan sean las más bonitas y blancas, que la masa también tenga buen sabor con manteca y sal y que los frijoles bien preparados con sal sean del llamado "frijol chino"). El "chintamal" es acomodado perfectamente en varios cestos de mimbre o chiquihuites adornados con collares de flores de buganvilia, además de que en otros colocan pan dulce, fruta, pollos hervidos, semillas de calabaza molidas "pipián" en polvo, trozos de leña del árbol ocote, flores blancas; todo lo han de cargar en hombros los miembros de la familia.(antiguamente era tradición que fuera llevada también la pierna de una res, y si esta llevaba cola significaba que el vestido de la novia tendría una larga cauda. También llevaban pavos o "guajolotes" vivos. Todo esto al ritmo del "xochipiltzahuatl" que interpreta la banda de música de viento. Esta celebración se lleva a cabo en viernes, un día antes de la boda religiosa, durante la "velación" o despedida de soltera que la familia de la novia le ha organizado junto a toda su familia.

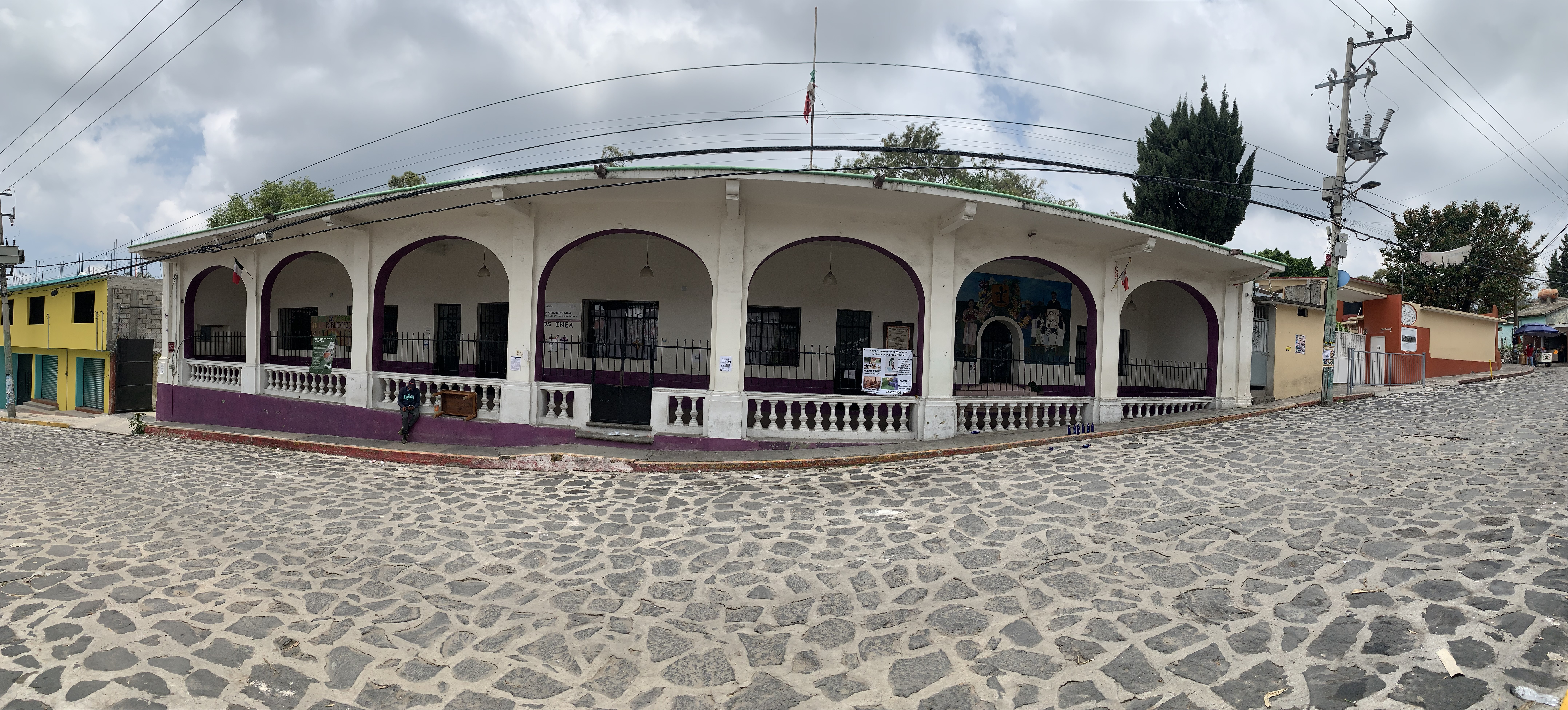
Ayudantía Municipal en 2024

### Camino real
A este pueblo lo atraviesa la carretera nacional, un camino real que desde la época virreinal comunicaba al Distrito Federal con la ciudad de Cuernavaca. Los españoles lo ocupaban para transportar los productos de las haciendas cañeras del estado de Morelos, siendo este camino en su totalidad empedrado, transeúntes eran caminantes que viajaban, unos a caballo, otros en carros tirados por caballos o acémilas que cruzaban de México a Cuernavaca y viceversa. A los viajeros a pie se les conocía como ahucaleros por cargar en su espalda un huacal de madera en la que transportaban mercancías. Hoy en día esta carretera desgraciadamente se ha bacheado en algunas partes con asfalto y en otras con cemento para supuestamente mejorar la vialidad y con esto se está perdiendo la esencia de la presencia de este antiguo camino real, por lo que ojala las autoridades de pueblo, los vecinos de esta calle, o las autoridades municipales busquen mantenerla como originalmente se realizó.